# Drapelul Portugaliei

Drapelul naţional al Portugaliei

Drapelul național al Portugaliei constă din bicolorul rectangular format din două benzi verticale inegale — verde și roșie. Versiune mică a stemei naționale (sferă armilară și scutul portughez) este centrată pe limita dintre cele două culori la o distanță de la marginea dreaptă egală cu cea dintre marginile de sus și de jos. Portugalia a adoptat oficial acest design ca drapelul național la dată de 30 iunie 1911, înlocuind varianta folosită de monarhie constituțională, după ce a fost aleasă dintre mai multe propuneri de comisia specială, ai cărei membri mai notabili includeau Columbano Bordalo Pinheiro, João Chagas și Abel Botelho.
Culorile noi ale fondului, în mod special cel verde, nu sunt tradiționale și reprezintă un schimb inspirat de republicanii radicali, care au șters legătură cu fostul drapel religios al monarhiei. După insurecția republicană nereușită din 31 ianuarie 1891, verde și roșu erau alese ca culorile Partidului Republican Portughez și ale mișcărilor legate de el. Prominența acestui partid a creșcut până când a culminat în revoluția republicană din 5 octombrie 1910. În deceniile următoare, aceste culori au fost popular răspândite de propagandă ca simboluri ale speranței naționale (verde) și ale sângelui celor care au murit apărând patria (roșu), cu scopul de a le înzestra cu sentimentul mai mult patriotic și mai puțin politic.